# Ron Weyand
Ronald Martin „Ron“ Weyand (* 28. Februar 1929 in Quincy, Massachusetts; † 17. Juli 2003 in Queens, New York City, New York) war ein US-amerikanischer Filmschauspieler.

## Leben
Ron Weyand wurde 1929 in Quincy, im US-Bundesstaat Massachusetts geboren. Er war der Wohn von William Joseph Weyand, State deputy und Constable für Quincy, und seiner Frau Chatherine Mae, geb. Weyend.
1961 hatte Weyand in dem Film Der Tollwütige seinen ersten Auftritt. 1963 hatte er seine erste Rolle in der Fernsehserie Gnadenlose Stadt. Seine erste wiederkehrende Rolle hatte er 1980 in der Fernsehserie 3-2-1 Kompass.
In den 1970er, 1980er und 1990er Jahren unterrichtete er Sprache, Kommunikation und Theater am Marymount College in Tarrytown, New York. Eine seiner Schülerinnen war die Schauspielerin Susan Lucci.
Am 15. September 1955 heiratete er Monica Jacqueline Kilen. Sie hatten drei Kinder.

## Filmografie
- 1961: Der Tollwütige (Mad Dog Coll)
- 1962: Taras Bulba
- 1963: Gnadenlose Stadt (Naked City, Fernsehserie, Folge 4x30)
- 1964: Brenner (Fernsehserie, Folge 2x10)
- 1969: Alice’s Restaurant
- 1971: Der verkehrte Sherlock Holmes (They Might Be Giants)
- 1972: Child’s Play
- 1973: Der Spürhund (Shamus)
- 1974: Der Mann auf der Schaukel (Man on a Swing)
- 1974: The American Parade (Miniserie, Folge 1x01)
- 1974: The Music School (Fernsehfilm)
- 1975: Eiskalt (Deadly Hero)
- 1976: Abschied von Manzanar (Farewell to Manzanar, Fernsehfilm)
- 1976: The Doctors (Fernsehserie, eine Folge)
- 1977: Blutiges Eis (The Deadliest Season, Fernsehfilm)
- 1978: Der Fluch des Hauses Dain (Dain Curse, Miniserie)
- 1980: 3-2-1 Kompass (3-2-1 Contact, Fernsehserie, 6 Folgen)
- 1981: Ragtime
- 1983: Obsession – Die dunkle Seite des Ruhms (Svengali, Fernsehfilm)
- 1988: Der Fall Mary Phagan (The Murder of Mary Phagan, Miniserie)
- 1989: Der Ruf des Adlers (Lonesome Dove, Miniserie, 2 Folgen)
- 1991: Schatten und Nebel (Shadows and Fog)
- 1997: Law & Order (Fernsehserie, Folge 7x20 Zeuge der Anklage)